# Carles Casagemas i Coll

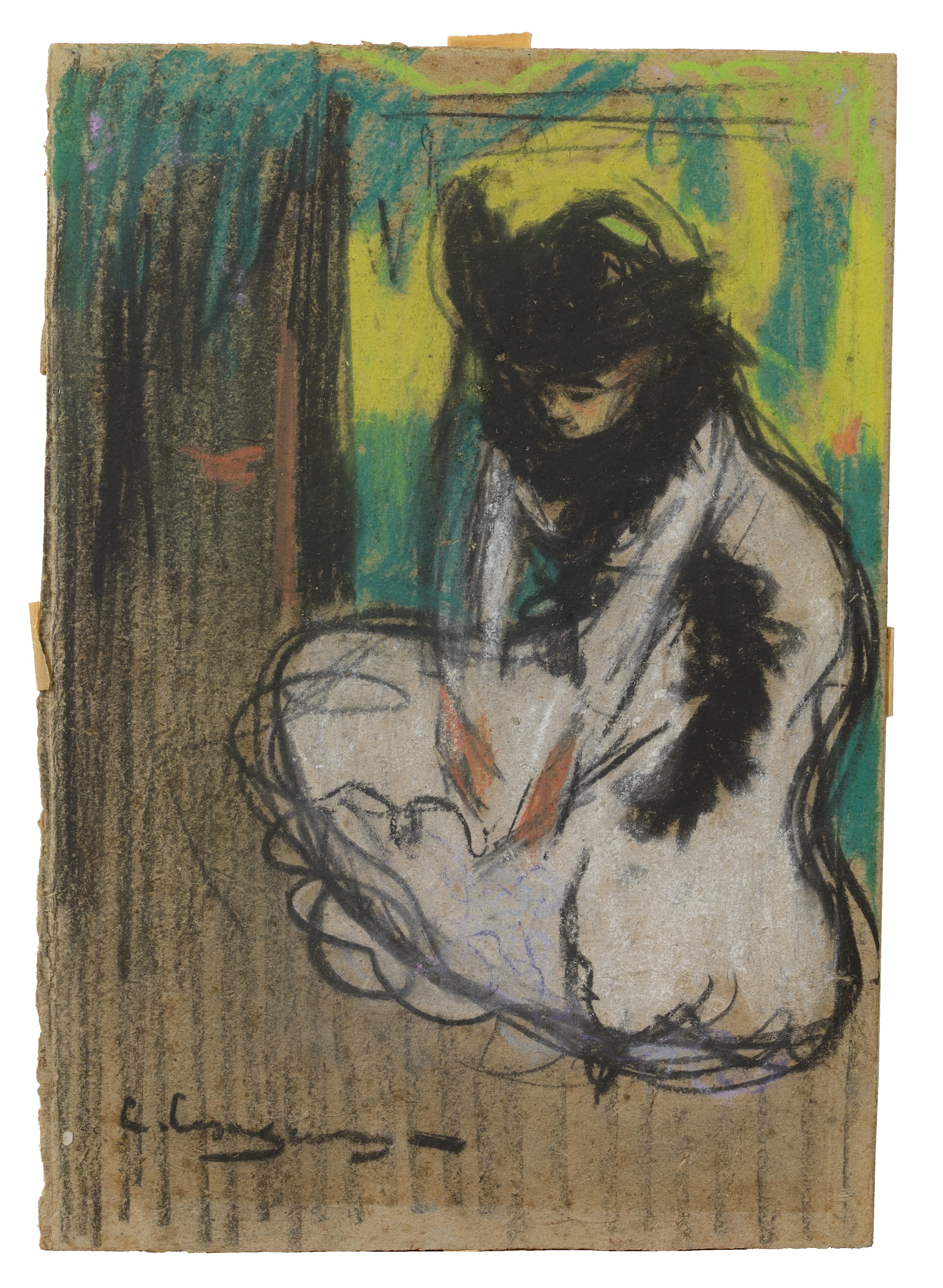
Dona vestida de blanc, de Carles Casagemas (22 x 15,3 cm)

Carles Casagemas i Coll   (Barcelona, 28 de setembre de 1880 - París, 17 de febrer de 1901) fou un pintor català. Pintor i escriptor, va ser un dels grans amics de joventut de Picasso, amb qui compartia estudi a Barcelona i va viatjar a París. Casagemas va adquirir una dimensió mítica arran la seva tràgica mort, que condicionà la recepció de la seva obra, de manera que el personatge ha fet ombra a l'artista.

## Biografia
Va néixer al carrer Nou de la Rambla, 57 de Barcelona (vegeu casa-fàbrica Alegre-Cirés), fill de Manuel Casagemas i Labrós, natural de Granollers, vicecònsol de Suècia i Noruega i dels Estats Units i administrador del Banc de Catalunya, i de Maria Neus Coll i Vendrell. de Sitges.
Va ser inscrit amb els noms de Carles Antoni Cosme i Damià, i d'antuvi fou destinat a la marina de guerra, però amb el desastre de Cuba i Filipines, i a causa de la posició dels Estats Units en el conflicte, Carles fou rellevat d'aquesta obligació. En sortir de la comandància de marina, Casagemas va estudiar un cert temps a casa de l'escenògraf Fèlix Urgellès.
Es tracta d'una de les personalitats més enigmàtiques del panorama artístic de finals del segle xix i principis del xx. La seva carrera artística no es pot desvincular de les relacions d'amistat que va mantenir amb Pablo Picasso durant els anys d'estada del pintor malagueny a Barcelona, a la dècada de 1890, i posteriorment a París, a partir de l'any 1900.
Quan Picasso tenia 19 anys, Casagemas, el seu gran amic, se suïcidà perquè Laure Gargallo, la persona de qui estava enamorat no li corresponia en el seu enamorament. Aquest, va intentar matar-la, i no aconseguint-ho es va suïcidar ell mateix. Es troba enterrat al cementiri de Saint-Ouen de París, segons una investigació de 2013 de Dolors R. Roig.
Picasso, profundament afectat, modifica la seva forma de pintar i inicia l'anomenada "etapa blava". D'altra banda, li va dedicar diverses obres en què es mostra el cadàver i enterrament de Casagemas:
- La mort de Casagemas, París, 1901. Oli sobre taula, 27 x 35 cm.
- La mort de Casagemas, París, 1901. Oli sobre taula, 72 x 57 cm.
- L'enterrament de Casagemas, París, 1901. Oli sobre llenç, 146 x89 cm.

La seva germana fou la compositora Lluïsa Casagemas i Coll.

## Llegat
La figura de Carles Casagemas ha estat lligada a la de Picasso, de qui fou un dels seus grans
amics de joventut. Va adquirir una dimensió mítica arran del seu suïcidi, que condicionà la recepció de la seva obra, de manera que el personatge, en certa manera, ha difuminat l'artista.

## Exposicions
Durant l'octubre de 2014 i el febrer de 2015, el Museu Nacional d'Art de Catalunya li va dedicar l'exposició titulada L'artista sota el mite. Aquesta exposició tenia el propòsit de reivindicar l'obra d'un artista que va morir tot just començat el segle xx. Un dels objectius de la mostra era precisament exposar conjuntament la seva obra i confegir-ne un catàleg que confirmés el lloc d'aquest artista dins la historiografia nacional i, de retruc, internacional. El seu nom apareix normalment com un dels artistes reconeguts del canvi de segle, però mai havia estat presentat monogràficament en un museu, amb l'únic precedent d'una exposició de l'any 1979 a la Galeria Daedalus de Barcelona. El Museu Nacional d'Art de Catalunya disposa en la seva col·lecció d'una obra d'aquest artista, Casa de cites, adquirida l'any 2007.